# フランチェスコ・ブッソーネ・ダ・カルマニョーラ

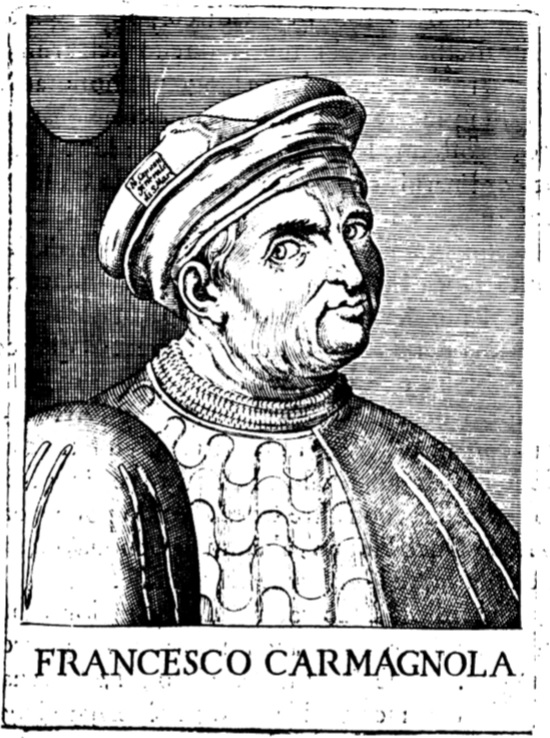
フランチェスコ・ブッソーネ

フランチェスコ・ブッソーネ (イタリア語: Francesco Bussone)、通称カルマニョーラ伯爵 (イタリア語: conte di Carmagnola) (1382年ごろ – 1432年5月5日)は、イタリアの傭兵隊長（コンドッティエーレ)。農民から身を起こしてミラノ公国やヴェネツィア共和国に仕え活躍したが、両国を天秤にかける戦略が災いしてヴェネツィアで処刑された。

## 生涯

### 前半生
ブッソーネはトリノに近いカルマニョーラで、身分の低い農民の子として生まれた。12歳の時に、ファチーノ・カーネのもとで初めて軍役に就くようになった。カーネはモンフェッラート侯やミラノ公ジャン・ガレアッツォ・ヴィスコンティに仕えたコンドッティエーレだった。

### ミラノの将軍として
ジャン・ガレアッツォの死後にはカーネがミラノの実権を握った。カーネが死んだ後は、ミラノ公国は彼の将軍たちの手により分割されたが、ジャン・ガレアッツォの子フィリッポ・マリーア・ヴィスコンティが軍事力をもって父の支配領域を再征服しようとした。この時30歳になっていたブッソーネは、ヴィスコンティ家の軍の指揮を任された。それからの彼の活躍はすさまじく、ベルガモ、ブレシア、パルマ、ジェノヴァなど多くの都市を次々と従えていった。間もなく、ミラノ公国の旧領は再びヴィスコンティ家の手中に収まった。フィリッポ・マリーアはブッソーネを気前よく賞したが、その一方で彼が自分の脅威になることを恐れ、軍務から外してジェノヴァの総督に任じた。

### ヴェネツィアへの寝返りとミラノとの戦争
ブッソーネはこれを酷い侮辱と受け止め、フィリッポ・マリーアに直談判しようとしたが失敗した。すると彼は1425年に自分の任務を投げ出し、ヴェネツィア共和国に仕えるようになった。当時ヴェネツィアはヴィスコンティ家の野心的な拡大政策に脅かされており、新元首フランチェスコ・フォスカリはフィレンツェ共和国がミラノ公国と結ぶことも恐れていたため、ブッソーネの寝返りを歓迎した。ブッソーネはフォスカリに、自分はミラノにおいて本来指揮するべき規模の軍隊を与えられなかったと話し、今がヴィスコンティ家を攻撃する好機であると説いた。好戦的な性格のフォスカリはこの主張を容れて、1426年にブッソーネを聖マルコ総司令官に任じ、ミラノに宣戦布告した。
ヴェネツィアは戦争の早期終結を望んでいたが、ブッソーネは傭兵の性として、自分たちの仕事を確保し仲間の捕虜を解放するために、決定的な勝利をおさめることを避けて戦争を長引かせた。ヴェネツィアとミラノは、時には勝ち時には負けるのを繰り返し、休戦が結ばれてもすぐに破られ、明確な勝者が現れないまま延々と戦争を続けた。
1427年のマクロディオの戦いでブッソーネは大勝利を挙げたが、それを戦争の勝利につなげようとはしなかった。彼の怠惰な戦いぶりにしびれを切らしたヴェネツィア政府は、ブッソーネに莫大な報酬とミラノ市を含む広大な領地を約束し、ブッソーネの意欲をかき立てようとしたが、無駄だった。一方でヴィスコンティ家も、ブッソーネにヴェネツィアを裏切れば莫大な報酬を支払うという使者をひっきりなしに送っていた。ブッソーネは昔と今の雇用主をもてあそび、自分が両国の運命を握っているのだという虚栄心を膨らませた。しかし、ヴェネツィアはもてあそぶにはあまりにも危険な主人であった。ついにヴェネツィア政府は我慢の限界に達し、十人委員会においてブッソーネを裁判にかけることに決した。

### 死
1432年3月29日、今後の戦略を協議するとしてヴェネツィアに呼び出されたブッソーネは、何の疑いも抱かずこれに応じた。しかし彼は元首官邸に到着するや否や逮捕されて投獄され、共和国に対する背信の罪で起訴された。元首は彼をかばおうとしたものの、結局ブッソーネは5月5日に斬首された。この有能な人物が犯した最大の失敗は、かつて自分が軍事力もない破産した僭主に対してしたことを、裕福で強力な政府にもやろうとして仕損じたことにあった。

### その他
ブッソーネは1416年に、中世世界最大の単アーチ橋だったトレッツォ橋を軍事的な理由で解体している。彼の娘のルチーナは、他のコンドッティエーレであるルイージ・ダル・ヴェルメと結婚している。またブッソーネは、著名な技術者ジョヴァンニ・フォンタナとも会っている。

## 文化的影響

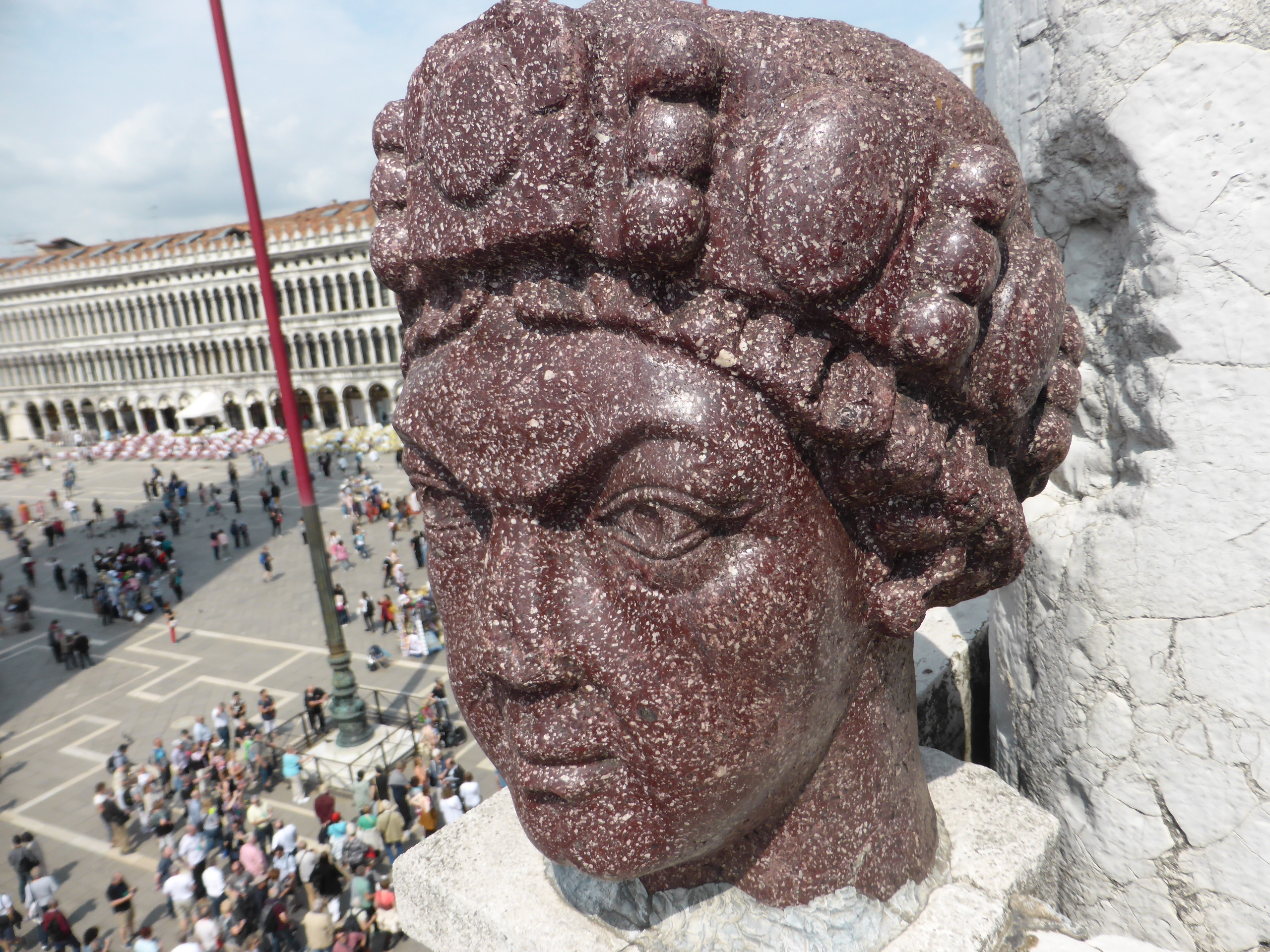
ヴェネツィアのサン・マルコ寺院にある「カルマニョーラ」

アレッサンドロ・マンゾーニは、フランチェスコ・ブッソーネをテーマにした詩劇Il Conte di Carmagnola (1820)を作っている。
同じくブッソーネを主題としたウジェーヌ・スクリーブ脚本、アンブロワーズ・トマ作曲のオペラLe Comte de Carmagnolaは、1841年4月19日にパリ国立オペラで上演された。ソプラノ歌手エリザベート・ヴィダルによる歌声がTalent DOM 2910 77に保存されている。
ラファエル・サバチニの小説Bellarion the Fortunateにもブッソーネが登場するが、ここでは彼は自慢家で自己中心的な人物として描かれ、さして重要でない競争相手扱いされている。
ヴェネツィアのサン・マルコ寺院の外側正面にある斑岩の頭像彫刻は、一般にはユスティニアヌス1世を模ったものとされているが、ブッソーネが斬首された事件の後は「カルマニョーラ」というあだ名で呼ばれている。